# José Luis Caballero
José Luis Caballero Flores (Ciudad de México; 21 de junio de 1955-14 de enero de 2021) fue un futbolista mexicano que jugaba principalmente en el mediocampo.

## Trayectoria
Se formó en la división juvenil del club capitalino Cruz Azul y para la temporada 1976-77 recibió su contrato profesional y en la Primera División llegó a 35 apariciones, en las que anotó un gol.
Para 1978 fue trasladado a las Chivas del Guadalajara y en su primera campaña tuvo 30 partidos de actividad, en los que marcó dos goles. Su última campaña fue con los Ángeles de Puebla, en la que llegó a 4 apariciones en Primera División (sin goles) en 1986-87.

## Selección nacional
Estuvo en la entonces selección olímpica de México que participó en los Juegos Olímpicos de 1976, donde fue utilizado en los 3 juegos del grupo.
Un año antes había jugado en los Juegos Panamericanos de 1975, siendo utilizado en los 6 partidos y anotó la misma cantidad de goles. En su único año con la selección absoluta mexicana en 1977 jugó tres encuentros.

### Participaciones en Juegos Olímpicos
| Torneo                   | Sede     | Resultado    |
| ------------------------ | -------- | ------------ |
| Juegos Olímpicos de 1976 | Montreal | Primera fase |

## Clubes
| Club              | País   | Año       |
| ----------------- | ------ | --------- |
| Cruz Azul         | México | 1976-1978 |
| Guadalajara       | México | 1978-1982 |
| Ángeles de Puebla | México | 1986-1987 |

## Palmarés

### Títulos internacionales
| Título                        | Equipo         | País   | Año  |
| ----------------------------- | -------------- | ------ | ---- |
| Torneo Juvenil de la Concacaf | México sub-20  | México | 1973 |
| Juegos Panamericanos          | México amateur | México | 1975 |
| Preolímpico de Concacaf       | México amateur | Varias | 1976 |